# تپه خوشداد ۱
تپه خوشداد ۱ مربوط به سده‌های ۷ تا ۹ ه.ق است و در شهرستان زابل، بخش پشت آب، دهستان قائم آباد، ۷۵۰ متری شرق روستای خوشداد، جاده ارتباطی ادیمی به کتمک و قرقری واقع شده و این اثر در تاریخ ۲۳ بهمن ۱۳۸۵ با شمارهٔ ثبت ۱۷۳۱۶ به‌عنوان یکی از آثار ملی ایران به ثبت رسیده است.